# Sémelay
 Sémelay  es una población y comuna francesa, situada en la región de Borgoña, departamento de Nièvre, en el distrito de Ville de Château-Chinon y cantón de Luzy.

## Demografía
| 523 | 520 | 431 | 367 | 317 | 279 |
| Para los censos de 1962 a 1999 la población legal corresponde a la población sin duplicidades (Fuente: INSEE [Consultar]) |     |     |     |     |     |

Sus habitantes son llamados Simelagois.